# منتخب فنزويلا لكرة القدم الشاطئية
منتخب فنزويلا لكرة القدم الشاطئية (بالإسبانية: Selección de fútbol playa de Venezuela)‏ هو ممثل فنزويلا الرسمي في المنافسات الدولية في كرة قدم شاطئية ، يديريه اتحاد فنزويلا لكرة القدم.